# Gustav Engvall
Gustav Per Fredrik Engvall (Kalmar, 29 aprile 1996) è un calciatore svedese, attaccante del Miedź Legnica.

## Carriera

### Club
Engvall è cresciuto nel Färjestadens GoIF, formazione con sede sull'isola di Öland, nella Svezia sud-orientale. Nel 2011 ha debuttato in prima squadra in Division 3, il terzo livello del campionato svedese. In due anni realizza una rete in 28 presenze.
Nel 2012 entra a far parte dell'IFK Göteborg, ma il primo anno viene interamente trascorso nel settore giovanile. Gioca la sua prima partita in Allsvenskan il 13 luglio 2013 subentrando in Brommapojkarna-IFK Göteborg (2-1), una delle tre presenze collezionate nel campionato di quell'anno. La prima rete la realizza un anno più tardi, il 10 agosto 2014, segnando il definitivo 2-2 sul campo del Malmö FF. Sempre nel 2014 parte titolare in 13 occasioni, venendo anche premiato come matricola dell'anno. L'annata successiva viene invece chiusa con 5 gol in 25 presenze.
Nonostante alcune voci che lo vedevano in partenza per un campionato estero già al termine dell'Allsvenskan 2015, Engvall ha iniziato anche il campionato successivo con i colori del Göteborg. Il trasferimento in Inghilterra si è concretizzato nell'agosto 2016, quando è stato acquistato dal Bristol City per una cifra vicina ai 2,5 milioni di euro. Al Bristol City tuttavia è scarsamente utilizzato.
Al termine di una travagliata trattativa, con il giocatore che per due volte è stato sul punto di essere presentato e per due volte richiamato al Bristol a causa di altrettanti infortuni a compagni di reparto, il prestito di Engvall al Djurgården è stato ufficializzato a poche ore dalla chiusura della finestra invernale di mercato, che in Svezia chiude il 31 marzo. L'accordo prevedeva un prestito fino al 16 luglio, poi prorogato fino alla fine dell'Allsvenskan 2017.
Il 29 marzo 2018, a pochi giorni dall'inizio dell'Allsvenskan 2018 e dalla chiusura del calciomercato svedese, Engvall è tornato a vestire la maglia dell'IFK Göteborg. L'accordo prevedeva un prestito valido inizialmente fino alla pausa estiva per i Mondiali 2018, con possibilità di estensione fino alla fine di luglio.
All'inizio della successiva sessione estiva di mercato, tuttavia, i belgi del Malines (noti anche con la denominazione Mechelen) hanno acquistato Engvall dal Bristol City a titolo definitivo con un contratto di due anni con opzione per ulteriori due.
Il 10 agosto 2022 è passato ai norvegesi del Sarpsborg 08 con la formula del prestito.
Il 23 febbraio 2023 è tornato a far parte di una squadra svedese con l'ingaggio triennale da parte dell'IFK Värnamo, club che aveva appena perso a parametro zero il vice capocannoniere del campionato Marcus Antonsson. Al primo anno nel nuovo club è stato il miglior realizzatore della squadra, segnando 11 reti in 26 presenze, contribuendo così al raggiungimento della salvezza. L'anno seguente, con lo stesso numero di presenze, ha segnato 3 gol, mentre la squadra si è classificata terzultima ma è riuscita a salvarsi agli spareggi.
Il 30 dicembre 2024 è stato ufficializzato il suo acquisto da parte del Miedź Legnica, formazione della seconda serie polacca, con la firma di un contratto valido fino a giugno 2027 con opzione per un ulteriore anno.

### Nazionale
Engvall ha rappresentato la Svezia ai mondiali Under-17 2013, siglando una doppietta all'esordio contro i pari età dell'Iraq e andando in rete nell'ottavo di finale contro il Giappone. Gli svedesi hanno chiuso la competizione al terzo posto.
Con la Nazionale maggiore ha debuttato nel gennaio 2016, giocando due amichevoli ad Abu Dhabi contro Estonia e Finlandia.

## Statistiche

### Presenze e reti nei club
Statistiche aggiornate al 23 febbraio 2023.
| Stagione                 | Club                     | Campionato               | Campionato | Campionato | Coppe nazionali | Coppe nazionali | Coppe nazionali | Coppe continentali | Coppe continentali | Coppe continentali | Supercoppe | Supercoppe | Supercoppe | Totale | Totale |
| Stagione                 | Club                     | Comp                     | Pres       | Reti       | Comp            | Pres            | Reti            | Comp               | Pres               | Reti               | Comp       | Pres       | Reti       | Pres   | Reti   |
| ------------------------ | ------------------------ | ------------------------ | ---------- | ---------- | --------------- | --------------- | --------------- | ------------------ | ------------------ | ------------------ | ---------- | ---------- | ---------- | ------ | ------ |
| 2011                     | Färjestadens GoIF        | D3                       | 17         | 1          | CS              | ?               | ?               | -                  | -                  | -                  | -          | -          | -          | 17+    | 1+     |
| 2012                     | Färjestadens GoIF        | D3                       | 11         | 0          | CS              | ?               | ?               | -                  | -                  | -                  | -          | -          | -          | 11+    | 0+     |
| Totale Färjestadens GoIF | Totale Färjestadens GoIF | Totale Färjestadens GoIF | 28         | 1          |                 | ?               | ?               |                    | -                  | -                  |            | -          | -          | 28+    | 1+     |
| 2013                     | IFK Göteborg             | A                        | 3          | 0          | CS              | 1               | 0               | UEL                | 1                  | 0                  | -          | -          | -          | 5      | 0      |
| 2014                     | IFK Göteborg             | A                        | 20         | 8          | CS              | 4               | 1               | UEL                | 2                  | 0                  | -          | -          | -          | 5      | 0      |
| 2015                     | IFK Göteborg             | A                        | 25         | 5          | CS              | 3               | 1               | UEL                | 4                  | 1                  | SS         | 1          | 0          | 33     | 7      |
| gen.-ago. 2016           | IFK Göteborg             | A                        | 16         | 3          | CS              | 0               | 0               | UEL                | 4                  | 2                  | -          | -          | -          | 20     | 5      |
| ago. 2016-mar. 2017      | Bristol City             | FLC                      | 2          | 0          | FACup+CdL       | 2+2             | 0               | -                  | -                  | -                  | -          | -          | -          | 6      | 0      |
| mar.-lug. 2017           | Djurgården               | A                        | 13         | 7          | CS              | 0               | 0               | -                  | -                  | -                  | -          | -          | -          | 13     | 7      |
| ago. 2017                | Bristol City             | FLC                      | 1          | 0          | FACup+CdL       | 0               | 0               | -                  | -                  | -                  | -          | -          | -          | 1      | 0      |
| ago.-dic. 2017           | Djurgården               | A                        | 12         | 1          | CS              | 0               | 0               | -                  | -                  | -                  | -          | -          | -          | 12     | 1      |
| Totale Djurgården        | Totale Djurgården        | Totale Djurgården        | 25         | 8          |                 | 0               | 0               |                    | -                  | -                  |            | -          | -          | 25     | 8      |
| gen.-mar. 2018           | Bristol City             | FLC                      | 1          | 0          | FACup+CdL       | 1+0             | 0               | -                  | -                  | -                  | -          | -          | -          | 2      | 0      |
| Totale Bristol City      | Totale Bristol City      | Totale Bristol City      | 4          | 0          |                 | 3+2             | 0               |                    | -                  | -                  |            | -          | -          | 9      | 0      |
| mar.-giu. 2018           | IFK Göteborg             | A                        | 10         | 1          | CS              | 0               | 0               | -                  | -                  | -                  | -          | -          | -          | 10     | 1      |
| Totale IFK Göteborg      | Totale IFK Göteborg      | Totale IFK Göteborg      | 74         | 17         |                 | 8               | 2               |                    | 11                 | 3                  |            | 1          | 0          | 94     | 22     |
| 2018-2019                | Malines                  | D2                       | 28         | 8          | CB              | 6               | 2               | -                  | -                  | -                  | -          | -          | -          | 34     | 10     |
| 2019-2020                | Malines                  | D1                       | 9          | 2          | CB              | 0               | 0               | -                  | -                  | -                  | SB         | 1          | 0          | 10     | 2      |
| 2020-2021                | Malines                  | D1                       | 13         | 0          | CB              | 0               | 0               | -                  | -                  | -                  | -          | -          | -          | 13     | 0      |
| 2021-2022                | Malines                  | D1                       | 21         | 2          | CB              | 1               | 0               | -                  | -                  | -                  | -          | -          | -          | 22     | 2      |
| lug.-ago. 2022           | Malines                  | D1                       | 3          | 0          | CB              | 0               | 0               | -                  | -                  | -                  | -          | -          | -          | 3      | 0      |
| ago.-dic. 2022           | Sarpsborg 08             | ES                       | 13         | 1          | CN              | -               | -               | -                  | -                  | -                  | -          | -          | -          | 13     | 1      |
| gen.-feb. 2023           | Malines                  | D1                       | 2          | 0          | CB              | 0               | 0               | -                  | -                  | -                  | -          | -          | -          | 2      | 0      |
| Totale Malines           | Totale Malines           | Totale Malines           | 76         | 12         |                 | 7               | 2               |                    | -                  | -                  |            | 1          | 0          | 84     | 14     |
| 2023                     | IFK Värnamo              | A                        | 0          | 0          | CS              | 0               | 0               | -                  | -                  | -                  | -          | -          | -          | 0      | 0      |
| Totale                   | Totale                   | Totale                   | 248        | 39         |                 | 20              | 4               |                    | 11                 | 3                  |            | 2          | 0          | 281    | 46     |

### Cronologia presenze e reti in nazionale
| Cronologia completa delle presenze e delle reti in nazionale ― Svezia | Cronologia completa delle presenze e delle reti in nazionale ― Svezia | Cronologia completa delle presenze e delle reti in nazionale ― Svezia | Cronologia completa delle presenze e delle reti in nazionale ― Svezia | Cronologia completa delle presenze e delle reti in nazionale ― Svezia | Cronologia completa delle presenze e delle reti in nazionale ― Svezia | Cronologia completa delle presenze e delle reti in nazionale ― Svezia | Cronologia completa delle presenze e delle reti in nazionale ― Svezia |
| Data                                                                  | Città                                                                 | In casa                                                               | Risultato                                                             | Ospiti                                                                | Competizione                                                          | Reti                                                                  | Note                                                                  |
| --------------------------------------------------------------------- | --------------------------------------------------------------------- | --------------------------------------------------------------------- | --------------------------------------------------------------------- | --------------------------------------------------------------------- | --------------------------------------------------------------------- | --------------------------------------------------------------------- | --------------------------------------------------------------------- |
| 6-1-2016                                                              | Abu Dhabi                                                             | Svezia                                                                | 1 – 1                                                                 | Estonia                                                               | Amichevole                                                            | -                                                                     | 46’                                                                   |
| 10-1-2016                                                             | Abu Dhabi                                                             | Finlandia                                                             | 0 – 3                                                                 | Svezia                                                                | Amichevole                                                            | -                                                                     | 46’                                                                   |
| Totale                                                                |                                                                       | Presenze                                                              | 2                                                                     |                                                                       | Reti                                                                  | 0                                                                     |                                                                       |

## Palmarès

### Club

#### Competizioni nazionali
- Coppa di Svezia: 1

IFK Göteborg: 2014-2015